# Express Publishing
Express Publishing sind ein britischer Verlag, der 1988 gegründet wurde und in Newbury (Berkshire) (Greenham) sein Hauptquartier hat. Sein Schwerpunkt liegt im Markt für Unterricht von Englisch als Fremdsprache (English Language Teaching, ELT, English Language Learning, ELL) und sie haben weltweit Niederlassungen. Ihre Logistik läuft über Athen.
Sie veröffentlichen E-books, Interaktives Whiteboard, interaktive CDs und DVDs,  Material für Lehrer und Englisch für Fachsparten (English for special purposes, ESP) und CLIL (Content Language Integrated Learning) Material. Express Publishing entwickelte sich zu einem bedeutenden Konkurrenten für etablierte Firmen wie Macmillan Publishers (Holtzbrinck), Pearson Education und Oxford University Press.
Sie haben die Geschäftsform einer Private Limited Company.